# Ephemera danica
Ephemera danica là một loài phù du trong chi Ephemera.
Loài này thường được tìm thấy trong các con sông và hồ nước trong với đáy cát hoặc sỏi khắp châu Âu và nước Anh. Chu kỳ cuộc sống là một hoặc hai năm. E. Danica, với những mảng màu và ba đuôi, là loài phù du thường thấy nhất của Anh.